# Fahid Ben Khalfallah
Fahid Ben Khalfallah (arabe : فهيد بن خلف الله), né le 9 octobre 1982 à Péronne (Somme), est un footballeur international tunisien évoluant au poste de milieu offensif.
De 2018 à 2021, il est entraîneur-joueur dans le club amateur australien de Nunawading City (en), avant de devenir agent de joueurs en Australie.

## Biographie
Sa famille est originaire de Messaadine en Tunisie. Issu d'une famille de footballeurs, il commence le football à l'âge de six ans dans le club de CAFC Péronne où il joue jusqu'en 2001, en championnat de France amateur 2.

### Clubs

#### Débuts et éclosion en Ligue 2
En 2001, il signe pour le club d'Amiens, où il fait ses débuts en Ligue 2. Il reste quatre saisons en Picardie, sa dernière étant délicate : il ne dispute que quatorze matchs et décide de rejoindre Laval en 2005. Il y retrouve Denis Troch qui l'a lancé à Amiens. Malgré ses ambitions, le club descend en National. Fahid Ben Khalfallah reste mais ne parvient pas à le faire remonter en Ligue 2.
Titulaire d'un diplôme universitaire en gestion des organisations sportives, il s'engage en 2007 pour le SCO d'Angers, où il réalise des prestations remarquées et remporte le trophée UNFP de meilleur joueur du mois de décembre.
Lors du mercato d'hiver de la saison 2007-2008, il est annoncé à Saint-Étienne et Marseille. Toutefois, le 17 janvier 2008, il prend la décision de terminer sa saison au SCO d'Angers. Il avait d'ailleurs plus tôt refusé de participer à la CAN 2008 avec la Tunisie pour ne pas compromettre un éventuel transfert. Cette décision fait couler beaucoup d'encre et il s'attire les critiques des dirigeants tunisiens. Auteur d'un doublé face à l'OGC Nice en seizièmes de finale de la Coupe de France, il prétend au trophée UNFP du meilleur joueur de Ligue 2 ; il est finalement nommé dans l'équipe type de Ligue 2.

#### Découverte de la Ligue 1 en Normandie
En août 2008, alors qu'il a commencé la saison avec Angers, il s'engage  avec le Stade Malherbe Caen afin de découvrir l'élite. L'indemnité de transfert est de deux millions d'euros. Il joue son premier match avec le Stade Malherbe le 16 août contre Valenciennes (victoire sur un score de 3-1) et marque son premier but le 14 septembre contre Saint-Étienne (victoire sur un score de 2-0). À la suite de la relégation du club normand en Ligue 2, il signe le 11 juin 2009 à Valenciennes un contrat de trois ans.
Le 26 août 2010, il est transféré aux Girondins de Bordeaux pour une indemnité de 4 millions d'euros. Il inscrit son premier but sous les couleurs girondines lors de la seizième journée au stade Geoffroy-Guichard. Le 6 janvier 2013, il inscrit un but du pied gauche en 32e de finale de la coupe de France, contre Châteauroux, permettant aux Girondins de Bordeaux de mener 1-0 à la mi-temps.
Le 28 janvier 2014, il quitte les Girondins de Bordeaux et signe un contrat d'un an et demi à l'Espérance sportive Troyes Aube Champagne. 

#### Exil australien

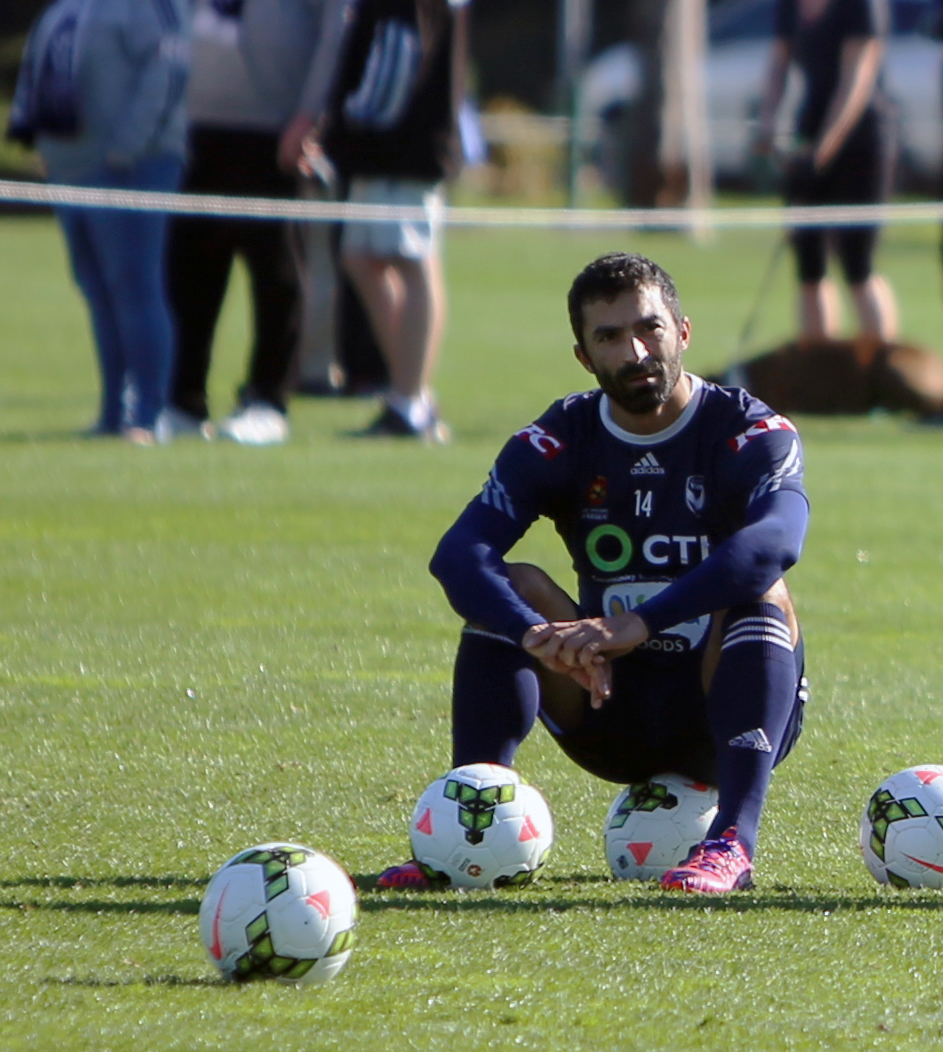
Fahid Ben Khalfallah à l'entraînement avec Melbourne Victory en 2015.

Après avoir résilié avec l'ESTAC et s'être entretenu avec la réserve girondine durant l'été 2014, il rallie le Melbourne Victory le 18 septembre de la même année et remporte le championnat en 2015. Il déclare s'être « pris une claque » tant par la qualité des installations et les affluences du championnat, le Melbourne Victory évoluant à l'Etihad Stadium (53 359 places) lors des grands matchs, que par le niveau sportif. Épanoui dans ce nouvel environnement, il prolonge de trois ans son contrat au terme de la saison 2015 (deux ans en tant que joueur plus un au sein du club).
Le 20 avril 2018, il annonce sa retraîte après l'élimination du Brisbane Roar contre Melbourne City lors de la phase finale de la A-League.
Il devient entraîneur joueur de Nunawading City (en) jusqu'en 2021, puis agent de joueurs en Australie.

### Sélection nationale
Il est d'abord appelé avec l'équipe de Tunisie des moins de 23 ans.
Le 6 septembre 2008, il honore sa première sélection avec l'équipe de Tunisie lors d'un match face au Burkina Faso ; il inscrit son premier but dès la sélection suivante face aux Seychelles (5-0) le 11 octobre à Radès.
Le 29 décembre 2009, à la surprise générale, Ben Khalfallah décide de ne pas disputer la CAN 2010 avec la sélection tunisienne sans donner d'explications. La Fédération tunisienne de football réagit en demandant à la FIFA des sanctions contre le joueur, qui avait confirmé dans un premier lieu sa participation avant de se rétracter.

### Buts internationaux
| no | Date            | Sélection | Lieu                     | Adversaire | Évolution du score | Résultat | Compétition                       |
| -- | --------------- | --------- | ------------------------ | ---------- | ------------------ | -------- | --------------------------------- |
| 1  | 11 octobre 2008 | -         | Stade olympique de Radès | Seychelles | 4 - 0              | 5 - 0    | Éliminatoires Coupe du monde 2010 |
| 2  | 11 août 2010    | -         | N'Djaména (Tchad)        | Tchad      | 1 - 3              | 1 - 3    | Éliminatoires CAN 2012            |

## Carrière
| Saison      | Club                  | Pays     | Championnat        | Coupes nationales | Coupes continentales |
| ----------- | --------------------- | -------- | ------------------ | ----------------- | -------------------- |
| 2001 - 2002 | Amiens SC             | Ligue 2  | 24 matchs / 2 buts | -                 | -                    |
| 2002 - 2003 | Amiens SC             | Ligue 2  | 11 matchs / 0 but  | -                 | -                    |
| 2003 - 2004 | Amiens SC             | Ligue 2  | 33 matchs / 1 but  | -                 | -                    |
| 2004 - 2005 | Amiens SC             | Ligue 2  | 14 matchs / 1 but  | -                 | -                    |
| 2005 - 2006 | Stade lavallois       | Ligue 2  | 36 matchs / 4 buts | -                 | -                    |
| 2006 - 2007 | Stade lavallois       | National | 37 matchs / 9 buts | -                 | -                    |
| 2007 - 2008 | SCO Angers            | Ligue 2  | 33 matchs / 5 buts | 5 matchs / 4 buts | -                    |
| août 2008   | SCO Angers            | Ligue 2  | 2 matchs / 0 but   | -                 | -                    |
| 2008 - 2009 | SM Caen               | Ligue 1  | 30 matchs / 2 buts | 3 matchs          | -                    |
| 2009 - 2010 | Valenciennes FC       | Ligue 1  | 36 matchs / 7 buts | 1 match           | -                    |
| 2010 - 2011 | Valenciennes FC       | Ligue 1  | 3 matchs           | -                 | -                    |
| 2010 - 2011 | Girondins de Bordeaux | Ligue 1  | 32 matchs / 1 but  | 4 matchs          | -                    |
| 2011 - 2012 | Girondins de Bordeaux | Ligue 1  | 15 matchs / 0 but  | 2 matchs          | -                    |
| 2012 - 2013 | Girondins de Bordeaux | Ligue 1  | 26 matchs / 0 but  | 4 matchs / 1 but  | C3 6 matchs / 0 but  |

Dernière mise à jour le 2 juin 2013

## Palmarès
- Melbourne Victory Football Club
  - Champion d'Australie en 2015

## Distinctions personnelles
- Élu joueur du mois de Ligue 2 en décembre 2007
- Nommé dans l'équipe type de Ligue 2 pour la saison 2007-08 lors des trophées UNFP

## Engagements syndicaux
Lors de la saison 2007-2008, Fahid Ben Khalfallah est l'un des deux délégués syndicaux de l'UNFP au sein de son club d'Angers SCO. Il occupe à nouveau cette fonction aux Girondins de Bordeaux en 2012.